# Пинес-Паз, Офир
О́фир Пи́нес-Па́з (родился 11 июля 1961 года) — израильский политический и государственный деятель, занимал должности министра внутренних дел Израиля и министра по делам науки, культуры и спорта Израиля.

## Биография
Родился в семье выходцев из Голландии в Ришон ле-Ционе. Пинес-Паз окончил Еврейский университет в Иерусалиме и получил степень магистра в области государственной политики в Тель-Авивском университете. Он служил в Армии обороны Израиля в звании сержанта с 1979 по 1982 год. В настоящее время он женат, имеет двоих детей, и живёт в городе Раанана в Израиле. Он является членом общины Масорти (консервативная синагога) в районе Рамот, Иерусалим.

## Политическая карьера
Пинес-Паз был впервые избран в Кнессет в 1996 году. Он сохранил своё место на выборах 1999 года, и занимал пост председателя парламентской правящей коалиции и председателя фракции «Единый Израиль» в период между 1999 и 2001 годах. С 2001 по 2003 год он занимал пост генерального секретаря партии «Авода».
Он был ещё раз переизбран в 2003 году, а в 2005 году был назначен министром внутренних дел, и находился в составе кабинета министров, пока партия «Авода» не вышла из правительства. После переизбрания в 2006 году он был назначен министром науки, культуры и спорта в правительстве Эхуда Ольмерта. Подал в отставку в ноябре 2006 года в знак протеста против присоединения к правительству партии НДИ, и был единственным министром от партии «Авода», проголосовавшим против присоединения НДИ к правительству.
В выборах на праймериз партии «Авода» в 2007 году он получил четвёртое место в первом туре, переключившись на поддержку лидера Эхуда Барака во втором туре. Он занял второе место на первичных выборах партии перед выборами в Кнессет 2009 года и в итоге занял третье место в партийном списке.
В январе 2010 года Пинес-Паз заявил, что он уходит из политики, и оставил партию «Авода», про которую сказал: «она отказалась от своего предназначения за последние 15 лет». Его место заняла Эйнат Вильф.

## Награды
В 2006 году он получил награду «За смелость», присуждаемая «Гражданам страны за хорошее управление и борьбу за социальную справедливость». Ранее в 1997 году он был награждён премией «Амитай» за честное управления и добросовестность.